# Chelemys megalonyx
Chelemys megalonyx је врста глодара из породице хрчкова (лат. Cricetidae).

## Распрострањење
Ареал врсте је ограничен на једну државу. Чиле је једино познато природно станиште врсте.

## Угроженост
Ова врста је на нижем степену опасности од изумирања, и сматра се скоро угроженим таксоном.